# План 747
План 747 — политический лозунг Южно-Корейского президента Ли Мён Бака в его избирательной кампании 2007 года. План предполагал ежегодный 7-ми процентный рост экономики, увеличение ВВП на душу населения до $40 000 и выход страны на 7 место в мире по размеру экономики. Амбициозные обещания помогли Ли Мён Баку победить на выборах.
В 2007 году рост ВВП Кореи составлял 5,1 %, а ВВП на душу населения не превышал $20 000. Поэтому поставленная задача с самого начала представлялась не просто амбициозной, а практически невыполнимой. Уже в 2009 году администрации пришлось официально признать провал поставленной задачи в связи с мировым финансовым кризисом. В 2008 году рост экономики составил лишь 2,2 %, а прогноз на будущие годы не превышал 4 %.